# دندرلیو
شهر دندرلِیو (به فرانسوی: Denderleeuw) در شهرستان الست در استان فلاندری شرقی در منطقه فلاندری در کشور بلژیک واقع شده‌است.